# Эрнестам, Мария
Мария Эрнестам (швед. Anna Maria Ackermand Ernestam; 28 ноября 1959, Уппсала, Швеция) — шведская писательница и журналистка. В 2005 году был опубликован её первый роман «Коктейль со Смертью» (швед. Caipirinha med Döden), который сразу стал бестселлером. В России книгу сравнили с бессмертным произведением Михаила Булгакова «Мастер и Маргарита» и увидели влияние его творчества на стиль письма Эрнестам. После успеха первой книги она продолжила писать и выпустила ещё семь романов. Произведения «Busters öron» и «Kleopatras kam» вышли в 2006 и 2007 годах соответственно. Четвёртый роман Марии Эрнестам под названием «Alltid hos dig» был выпущен в августе 2008 года. Она также издала сборник коротких рассказов.

## Биография
Мария Эрнестам родилась и выросла в старинном университетском городе Уппсале, Швеция. Она с детства очень увлекалась чтением и зачастую пряталась в тех местах, где могла остаться наедине с книгой.
Эрнестам получила степень журналиста в Гётеборгском университете (швед. Göteborgs universitet). Помимо этого, Мария изучала английскую литературу и математику в университете Уппсалы (швед. Uppsala universitet). Поработав некоторое время журналисткой в шведской газете, она уехала учиться в США, где получила степень Магистра политических наук в Канзасском университете (англ. University of Kansas). После этого Мария жила в течение 11 лет в Германии во Франкфурте-на-Майне, работая иностранным корреспондентом шведского делового издания Veckans affärer и шведского медицинского еженедельника Dagens medicin. Эрнестам параллельно училась пению и танцам, она также приняла участие в постановке «Иисус Христос — Суперзвезда».
С 1999 года Мария живёт в Стокгольме с мужем и двумя детьми. Свободное время она предпочитает проводить в кругу семьи или же посвящает написанию книг.

## Авторство
Книги Марии Эрнестам можно охарактеризовать как наполненные драматизмом психологические романы с неожиданными поворотами, в то же время приправленные острым чувством юмора. Её книги издаются в тринадцати странах и достигли топ-листа продаж в Германии и на Тайване. В общей сложности было продано более полумиллиона экземпляров.

## Призы и награды
Во Франции Мария Эрнестам получила приз «Prix Page des Libraires» за своё произведение «Busters öron». Та же книга получила французские награды «Prix La Passerelle» и «Prix de l’Armitière». Французский переводчик Эстер Сермаж была удостоена премии за лучший перевод иностранной литературы на французский язык за «Busters öron». «Alltid hos dig» был номинирован на приз «Prix Littéraire Cezan Inter-CE». Этот роман был также номинирован на премию читателей «Stora Läsarpriset».

## Избранные произведения
- 2016 — The Wounded Pianist (Den sårade pianisten). Роман.
- 2014 — An Eye for and Eye, and a Paw for a Paw (Öga för öga, tass för tass). Роман.
- 2012 — Daughter’s of the Marionettes (Marionetternas döttrar). Роман.
- 2010 — On the Other Side of the Sun (På andra sidan solen). Роман.
- 2010 — Drama Queens. Сборник коротких рассказов.
- 2009 — My Grandmother’s Story (Min mormors historia). Антология.
- 2008 — Always With You (Alltid hos dig). Роман.
- 2007 — Cleopatra’s Comb (Kleopatras kam). Роман.
- 2006 — Buster’s Ears (Busters öron). Роман.
- 2005 — Caipirinha with Death (Caipirinha med Döden). Роман.